# یوژف پالوتاش
یوژف پالوتاش (مجاری: József Palotás; ۱۴ مهٔ ۱۹۱۱ – ۱۶ نوامبر ۱۹۵۷) کشتی‌گیر اهل مجارستان بود.